# Brozolo
Brozolo ([brò-zo-lo]; Breuso in piemontese) è un comune italiano sparso di 435 abitanti della città metropolitana di Torino in Piemonte, situato a circa 400 metri d'altitudine. È situato a circa 42 chilometri dal capoluogo piemontese.

## Geografia fisica
Il comune di Brozolo è situato all'inizio del Monferrato. La maggior parte del territorio brozolese è collinare: per questo motivo Brozolo è un comune italiano sparso con decine di frazioni, la cui principale è Grisoglio.
Il comune ha un'estensione di 8 km² e dista circa 42 chilometri da Torino, capoluogo di provincia.
Confina con la provincia di Asti nei comuni di Cocconato, Moransengo-Tonengo e Robella e con i comuni di Brusasco e Verrua Savoia.

## Origini del nome
Probabilmente il nome Brozolo deriva da Broxulus (boschetto-boscaglia), ma secondo altre fonti deriverebbe dal germanico Brossa

## Storia

Stemma del Comune di Brusasco–Cavagnolo

Il primo documento che riporta il nome comunale risale al medioevo, epoca nella quale Brozolo era possesso dei Marchesi d'Ivrea. Nel X secolo fu ceduto al Sacro Romano Impero, guidato da Ottone I. Dopo vari passaggi di proprietà, tra cui il possesso della famiglia Radicati, Brozolo passò al regno sabaudo nel XVIII secolo.
Nella seconda metà dell'Ottocento, Brozolo si sviluppò e sorsero le frazioni Stazione e Fabbrica.
Nel 1927, la politica fascista unì Brusasco, Cavagnolo, Marcorengo e Brozolo in un unico Comune che assunse il nome di Brusasco-Cavagnolo. Finita la guerra, nel 1948 Brozolo si staccò da Brusasco-Cavagnolo e nel 1957 Cavagnolo lo seguì, mentre Marcorengo rimase frazione di Brusasco.

### Simboli

Lo stemma di Brozolo

Lo stemma del paese è uno scudo semipartito troncato: nel primo, di nero, all'aquila d'oro, coronata dello stesso; nel secondo, d'oro, al castagno sradicato al naturale; nel terzo, d'argento alla croce di nero, accantonata da quattro fusi coricati dello stesso, accompagnato dal motto latino Perseveranter.
Il primo e secondo quarto riprendono i simboli della famiglia dei Radicati, conti di Brozolo.
Il gonfalone municipale è costituito da un drappo di verde.

## Monumenti e luoghi d'interesse

### Architetture religiose
Nel territorio comunale sono presenti: 
- Chiesa parrocchiale di San Giorgio, situata nella frazione di Grisoglio, fu costruita nel 1753
- Chiesa di Santo Stefano, situata nella frazione di Piai
- Chiesa di San Biagio, situata nel territorio di Pirenta
- Chiesa di San Bernardino, situata alla Braia
- Chiesa di San Rocco, situata a Casaretto
- Chiesa privata del Castello

### Architetture civili
Altro edificio di interesse storico-artistico è il Castello della famiglia Radicati sito nella frazione Braia, edificato nel periodo medievale, ma modificato più volte nel corso dei secoli. Oggi si presenta come una villa signorile con influenza barocca.

## Società

### Evoluzione demografica
Dal 1850 circa, cominciò lo sviluppo urbanistico ed abitativo di Brozolo, grazie alla costruzione della ferrovia Chivasso-Asti (non più in funzione dal 2012) e della strada statale Torino-Casale Monferrato.
Negli ultimi cento anni, dal 1921, la popolazione residente si è dimezzata.
Abitanti censiti

### Etnie e minoranze straniere
Secondo i dati Istat al 31 dicembre 2017, i cittadini stranieri residenti a Brozolo sono 31, così suddivisi per nazionalità, elencando per le presenze più significative:
1. Romania, 24

## Cultura

### Biblioteca
A Brozolo è presente una biblioteca comunale, la quale è associata al circuito SBAM e organizzatrice di diverse mostre in spazi comunali.

## Infrastrutture e trasporti
La fermata di Brozolo, attiva fra il 1912 e il 2011, era posta lungo la cessata ferrovia Chivasso-Asti.

## Amministrazione
La sede comunale è collocata in località Grisoglio.

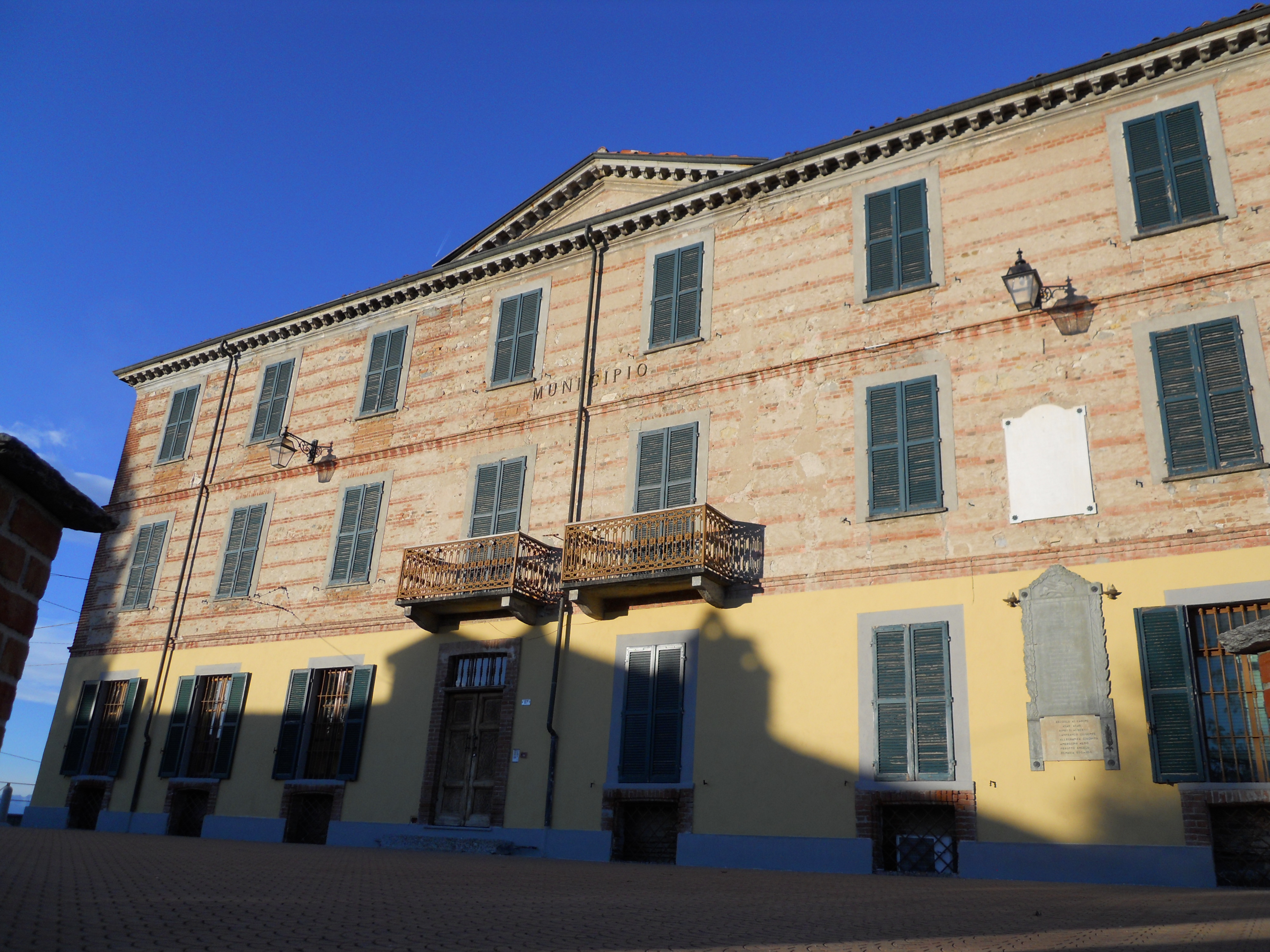
Palazzo comunale di Brozolo

| Periodo | Periodo   | Primo cittadino     | Partito      | Carica  | Note        |
| ------- | --------- | ------------------- | ------------ | ------- | ----------- |
| 2004    | 2009      | Sergio Bongiovanni  | lista civica | sindaco |             |
| 2009    | 2014      | Sergio Bongiovanni  | lista civica | sindaco | II mandato  |
| 2014    | 2019      | Sergio Bongiovanni  | lista civica | sindaco | III mandato |
| 2019    | 2024      | Giovanni Demichelis | lista civica | sindaco |             |
| 2024    | in carica | Sergio Bongiovanni  | lista civica | sindaco |             |